# مقاطعة مونرو (إنديانا)
مقاطعة مونرو (بالإنجليزية: Monroe County, Indiana)‏ هي إحدى مقاطعات ولاية إنديانا في الولايات المتحدة. ، بلغ عدد سكانها 137974 نسمة في عام 2010 حسب إحصاء مكتب تعداد الولايات المتحدة وتصل الكثافة السكانية فيها 135.08 نسمة/كم2.

## وصلات خارجية
- www.co.monroe.in.us
- United States Counties